# 躰道
躰道（たいどう/Taido）とは日本の武道。一般社団法人日本武藝躰道本院（躰道本院）が統括するが、日本国内においてはNPO法人日本躰道協会が普及事業、指導などを行う。2012年の日本武藝躰道本院の一般社団法人化に伴い、正式名称は「日本武藝躰道」となった。

## 概要
祝嶺正献が、1953年（昭和28年）に自ら創始した玄制流空手道を基に体系化し、1965年（昭和40年）に発表した武道である。上段・中段・下段の三種類の構え、『運足（運足八法）』と呼ばれる独自のフットワーク、『操体』と総称される基本動作から成り立っており、「体軸の変化によって攻防を展開する武道」と定義される。防御においては、相手の攻撃を受け止めるよりも、体を動かしてかわすことが重要視されている。修行者・競技選手に対しては段級位制が採用されている（六級から九段まで）。
日本武藝躰道本院を頂点として世界的に普及しており、日本においては日本躰道協会によって統括されている。

## 技術
『操体』は、旋体・運体・変体・捻体・転体の五つの動作から構成される。各々の操体ごとに基本となる攻撃・防御技は異なり、またそれぞれに動作にあたっての教訓を示した『五戒』が存在する。
旋体（旋技）
前足または後足を軸として体軸を旋回させる攻防一体の動作
運体（運技）
後足の跳躍で体ごと前へ飛び出す動作
変体（変技）
倒れこむように屈みながら、相手の攻撃をよけつつ倒れる勢いで攻撃を行う攻防一体の動作
捻体（捻技）
体軸、上半身、下半身をねじる・ひねることによって生まれる力を利用する動作
転体（転技）
体軸を前後左右上下へ回転させる運動によって生まれる勢いを利用した動作。前転・バック転・宙返りなど、体操競技の床運動のような動きを見せる。

## 競技

### 法形
法形とは、規定の形を演じる競技である。演目は以下。
- 旋・運・変・捻・転体の法形
- 旋・運・変・捻・転陰の法形
- 天・地・仁制の法形
- 勢・延・活命の法形
- 陽・陰玄の法形

競技の際には審判は主審が一人と副審が二人配置され、個人戦の場合は旗判定で、団体（五人一組で行う）の場合は各審判10.0点満点の採点で勝敗を決める。

### 実戦
実戦は、一対一の組手形式で対戦する競技で、以下のルールが規定されている。
- 有効・技有・一本のポイント制。技有二回で合わせ技一本となり、一本を取ると取った側の勝利となり試合は終了する。
- 制限時間内に一本が取れなかった場合はより多くポイントを取っていた者が勝者となり、ポイントが同数だった場合は注意・警告を持っている者の負け、それも互角だった場合は協議による判定あるいは延長戦が行われる。
- 試合時間は男子2分、女子1分30秒が一般的だが、大会等によって異なる。
- 攻撃の有効範囲は、首より下で帯より上の胴体部分（前面・背面問わず）。この部位以外への攻撃は有効打とはならないが、一部の技は例外として認められている。
- 単に攻撃を繰り出すのではなく、運足を用いて相手を制し、また攻撃の後には次の動作に備えて「原態復帰」と呼ばれる残心の動作をしなければならない。
- 首・顔面・急所への攻撃、掴み・投げ・タックルは反則。

この他、「限角ルール」「運足20秒ルール」などが存在する。
五人一チームで行われる団体実戦においては、これら基本規定に加えて特別ルールも盛り込まれている。チームを構成するメンバーがそれぞれ、旋運、運変、変捻、捻転、転旋の技からひとつを選択し、選択した技でポイントを取ると本来よりも高いポイントが与えられる。

### 展開
展開とは、一人の主役と五人の脇役を設定して行う約束組手形式の競技で、以下のルールが定められている。
- 主役は、25〜30秒以内に脇役全員を倒す。
- 30秒以上または25秒以下になった場合、1秒につき1点ずつ減点される。
- 脇役はそれぞれ、旋・運・変・捻・転の操体各技を主体にした動作を行う。主役に極められ死に体になる際には必ず決められた操体の技を出さなければならず、また死に体になるまでに最低2回は決められた操体の技を出さなければならない。
- 但し脇役はそれさえ守れば、決められた操体以外の動作を行っても反則にはならない。
- 展開競技で行う動作は、以上のルールに基づいて各チームがそれぞれ創作する。
- 審判は競技者一人あたり一人ずつ、合計六人が付く。主審は主役に配置される。
- 採点は、主審が20.0点満点、各副審がそれぞれ10.0点満点、合計70.0点満点で行われる。

## 大会
各県地区躰道協会主催の地区大会、地方大会も多いが、全国規模以上の主な大会として以下のようなものがある。
- 全国学生躰道優勝大会
- 全国社会人躰道優勝大会
- 全日本躰道選手権大会
- 世界躰道選手権大会